# Suối Khuổi Luông
Suối Khuổi Luông hoặc Ngòi Kim là một phụ lưu của Sông Con, phụ lưu cấp 2 của sông Lô. Khuổi Luông chảy qua các huyện Lục Yên tỉnh Yên Bái và huyện Bắc Quang, tỉnh Hà Giang, Việt Nam .
Sông có chiều dài 38 km và diện tích lưu vực là 178 km² .

## Dòng chảy
Khuổi Luông bắt nguồn từ xã Khánh Thiện huyện Lục Yên, qua các xã Vĩ Thượng huyện Quang Bình, xã Đồng Yên huyện Bắc Quang.22°14′8″B 104°43′2″Đ / 22,23556°B 104,71722°Đ
Sang xã Vĩnh Hảo và thị trấn Vĩnh Tuy suối có tên Ngòi Kim và đổ vào Sông Con.